# 2012 a filmművészetben

## Események
| Hónap   | Nap | Esemény |
| ------- | --- | --- |
| február | 23  | Párizsban átadták az Arany Csillag díjakat a francia nemzeti filmgyártás szereplőinek a 2011. évi kiemelkedő alkotómunkájuk elismeréseként. |
| február | 24  | A 37. César-gálán a várakozásoknak megfelelően jól szerepelt az előző este már hat Arany Csillagot beseprő alkotás, a The Artist – A némafilmes: hat Césart vihetett haza, ráadásul a legjelentősebbeket: (legjobb film, legjobb rendező, legjobb operatőr, legjobb filmzene és legjobb színésznő. A stáb nagy csalódására a főszereplő Jean Dujardin nem kaphatta meg az aranyszobrocskát. Nagyon rosszul szerepelt a favoritnak tartott Polisse: a 11 jelölésből mindössze kettőért kapott díjat a megosztott legígéretesebb fiatal színésznő és a legjobb vágás kategóriákban. A nagy ellenfelek közül az Államérdekből három, az Életrevalók pedig csak egy Césart nyert. A rendezvény alkalmat adott arra, hogy megemlékezzenek az előző évben elhunyt Annie Girardot-ra, és hogy életművéért tiszteletbeli Césart adjanak át Kate Winslet brit színésznőnek. |
| május   | 16  | A 65. Cannes-i Fesztivál nyitógálája. |
| május   | 17  | A francia Filmrendezők Szövetsége Arany Hintó díját Nuri Bilge Ceylan török filmrendező kapta. |
| május   | 27  | A 65. Cannes-i Fesztivál díjátadó gálája. A legsikeresebbnek az osztrák Michael Haneke Szerelem című filmdrámája bizonyult, a zsűri Arany Pálmával jutalmazta. Nagydíjas lett a Reality, az olasz Matteo Garrone alkotása. A zsűri díját kapta Ken Loach brit rendező Szesztolvajok című vígjátéka. A legjobb rendezésért a Felhők felett alkotója, a mexikói Carlos Reygadas vehetett át díjat. Ismét sikeres volt a román Cristian Mungiu: Dombokon túl című filmdrámája elnyerte a legjobb forgatókönyv díját, két női főszereplője, Cosmina Startan és Cristina Flutur pedig megosztva a legjobb női alakítás díját. Ugyancsak több díjjal ismerték el a dán Thomas Vinterberg A vadászat című alkotását: főszereplője, Mads Mikkelsen a Legjobb férfi alakítás díját vehette át, operatőre, Charlotte Bruss Christensen, a technikai nagydíjat, a rendező pedig az ökumenikus zsűri díját. Az Arany kamerát az amerikai Benh Zeitlin A messzi dél vadjai című alkotása nyerte. Az eddigi gyakorlattól eltérően a 65. fesztivál alkalmából nem osztottak ki évfordulós díjat. |

## Sikerfilmek
| #  | cím                                | stúdió                                  | összbevétel    | észak-amerikai bevétel | gyártási költség |
| -- | ---------------------------------- | --------------------------------------- | -------------- | ---------------------- | ---------------- |
| 1  | Bosszúállók                        | Marvel Studios/Disney                   | $1 511 757 910 | $623 357 910           | $220 millió      |
| 2  | Skyfall                            | MGM/Columbia Pictures                   | $1 094 323 504 | $302 823 504           | $200 millió      |
| 3  | A sötét lovag – Felemelkedés       | Warner Bros./Legendary Pictures         | $1 081 041 287 | $448 139 099           | $250 millió      |
| 4  | A hobbit: Váratlan utazás          | Warner Bros./MGM/New Line               | $946 696 970   | $296 865 052           | nincs adat       |
| 5  | Jégkorszak 4. – Vándorló kontinens | 20th Century Fox/Blue Sky Pictures      | $875 344 186   | $161 321 843           | $95 millió       |
| 6  | Alkonyat – Hajnalhasadás 2. rész   | Lionsgate Films/Summit Entertainment    | $818 217 196   | $291 329 468           | $120 millió      |
| 7  | A csodálatos Pókember              | Columbia Pictures/Marvel Entertainment  | $752 216 557   | $262 030 663           | $230 millió      |
| 8  | Madagaszkár 3.                     | Paramount Pictures/DreamWorks Animation | $742 110 251   | $216 391 482           | $145 millió      |
| 9  | Az éhezők viadala                  | Lionsgate Films                         | $686 533 290   | $408 010 692           | $78 millió       |
| 10 | Men in Black – Sötét zsaruk 3.     | Columbia Pictures                       | $624 026 776   | $179 020 854           | $225 millió      |

### Sikerfilmek Magyarországon[5]
| #   | Cím                                | forgalmazó    | összbevétel | megjelenés   |
| --- | ---------------------------------- | ------------- | ----------- | ------------ |
| 1.  | Jégkorszak 4. – Vándorló kontinens | InterCom      | $3 270 433  | július 5.    |
| 2.  | A hobbit: Váratlan utazás          | Fórum Hungary | $2 388 489  | december 13. |
| 3.  | Skyfall                            | Fórum Hungary | $2 364 419  | október 26.  |
| 4.  | Madagaszkár 3.                     | UIP Duna      | $1 816 740  | június 14.   |
| 5.  | Pi élete                           | InterCom      | $1 782 032  | december 20. |
| 6.  | Bosszúállók                        | Fórum Hungary | $1 759 397  | április 26.  |
| 7.  | Alkonyat – Hajnalhasadás 2. rész   | Provideo      | $1 722 841  | november 15. |
| 8.  | Sherlock Holmes 2. – Árnyjáték     | InterCom      | $1 506 801  | január 5.    |
| 9.  | A sötét lovag – Felemelkedés       | InterCom      | $1 461 978  | július 26.   |
| 10. | Prometheus                         | InterCom      | $1 428 140  | június 7.    |

## Filmbemutatók Magyarországon

### Január
| Dátum | Film címe                      | Eredeti cím                        | Filmstúdió                  | Rendező                   | Főszereplők                                                 |
| ----- | ------------------------------ | ---------------------------------- | --------------------------- | ------------------------- | ----------------------------------------------------------- |
| 5.    | Sherlock Holmes 2. – Árnyjáték | Sherlock Holmes: A Game of Shadows | Warner Bros.                | Guy Ritchie               | Robert Downey Jr., Jude Law, Noomi Rapace                   |
| 12.   | Muppets, a film                | The Muppets                        | Disney                      | James Bobin               | Jason Segel, Amy Adams, Jack Black                          |
| 12.   | Texas gyilkos földjén          | Texas killing fields               | Infinity Media              | Ami Canaan Mann           | Sam Worthington, Chloe Moretz, Jessica Chastain             |
| 12.   | Az öldöklés istene             | Carnage                            | SBS Productions, SPI Poland | Roman Polański            | Kate Winslet, Jodie Foster, John C. Reilly, Christoph Waltz |
| 12.   | Martha Marcy May Marlene       | Martha Marcy May Marlene           | Fox Searchlight             | T. Sean Durkin            | Elizabeth Olsen, Brady Corbet                               |
| 19.   | A tetovált lány                | The Girl with the Dragon Tattoo    | Columbia Pictures           | David Fincher             | Daniel Craig, Rooney Mara, Stellan Skarsgård                |
| 26.   | Underworld: Az ébredés         | Underworld: Awakening              | Screen Gems                 | Måns Mårlind, Björn Stein | Kate Beckinsale, Stephen Rea, Michael Ealy                  |
| 26.   | Suszter, szabó, baka, kém      | Tinker, Tailor, Soldier, Spy       | Focus Features              | Tomas Alfredson           | Gary Oldman, Ciaran Hinds, Jared Harris, Colin Firth        |
| 26.   | A hatalom árnyékában           | The Ides of March                  | Columbia Pictures           | George Clooney            | Ryan Gosling, George Clooney, Philip Seymour Hoffman        |
| 26.   | A párizsi mumus                | Un monstre à Paris                 | EuropaCorp                  | Bibo Bergeron             | Vanessa Paradis, Sean Lennon, Adam Goldberg                 |
| 26.   | Sherlock Holmes nevében        | Sherlock Holmes nevében            | 3D - Film Kft.              | Bernáth Zsolt             | Szénási Kristóf, Ungvár Ádám, Kugler Nikolett               |

### Február
| Dátum | Film címe                   | Eredeti cím                      | Filmstúdió                                                                   | Rendező                 | Főszereplők                                                   |
| ----- | --------------------------- | -------------------------------- | ---------------------------------------------------------------------------- | ----------------------- | ------------------------------------------------------------- |
| 2.    | Borotvaélen                 | Man on a Ledge                   | Di Bonaventura Pictures                                                      | Asger Leth              | Elizabeth Banks, Sam Worthington, Jamie Bell                  |
| 2.    | A szingli fejvadász         | One for the Money                | Lakeshore Entertainment, Sidney Kimmel Entertainment, Lionsgate              | Julie Anne Robinson     | Katherine Heigl, John Leguizamo, Debbie Reynolds              |
| 2.    | A vaslédi                   | The Iron Lady                    | 20th Century Fox, Pathé, Film4 Productions, UK Film Council, Goldcrest Films | Phyllida Lloyd          | Meryl Streep, Jim Broadbent, Harry Lloyd                      |
| 2.    | Ördögsziget                 | Kongen av Bastoy                 |                                                                              | Marius Holst            | Stellan Skarsgård, Benjamin Helstad, Kristoffer Joner         |
| 9.    | Fogadom                     | The Vow                          | Spyglass Entertainment                                                       | Michael Sucsy           | Rachel McAdams, Channing Tatum, Scott Speedman                |
| 9.    | Hadak útján                 | War Horse                        | DreamWorks Studios, Reliance Entertainment                                   | Steven Spielberg        | David Thewlis, Benedict Cumberbatch, Tom Hiddleston           |
| 9.    | Aztán mindennek vége        | The Last Station                 | Sony Pictures Classics                                                       | Michael Hoffman         | James McAvoy, Christopher Plummer, Helen Mirren               |
| 9.    | Beszélnünk kell Kevinről    | We Need to Talk About Kevin      | BBC Films                                                                    | Lynne Ramsay            | John C. Reilly, Tilda Swinton, Ezra Miller                    |
| 9.    | A szerelem művészete        | L’art d’aimer                    | Moby Dick Films                                                              | Emmanuel Mouret         | Emmanuel Mouret, Pascale Arbillot, Ariane Ascaride            |
| 16.   | Védhetetlen                 | Safe House                       |                                                                              | Daniel Espinosa         | Ryan Reynolds, Denzel Washington, Joel Kinnaman               |
| 16.   | Egy hét Marilynnel          | My Week with Marilyn             |                                                                              | Simon Curtis            | Emma Watson, Michelle Williams, Kenneth Branagh               |
| 16.   | Utódok                      | The Descendants                  |                                                                              | Alexander Payne         | George Clooney, Matthew Lillard, Shailene Woodley             |
| 16.   | Üvöltő szelek               | Wuthering Heights                |                                                                              | Andrea Arnold           | Kaya Scodelario, James Howson, Nichola Burley                 |
| 16.   | Isztambul                   | Isztambul                        |                                                                              | Török Ferenc            | Johanna Ter Steege, Lukáts Andor, Tenki Réka, Bánfalvi Eszter |
| 23.   | Kémes hármas                | This Means War                   |                                                                              | Joseph McGinty Mitchell | Tom Hardy, Chris Pine, Reese Witherspoon                      |
| 23.   | A szégyentelen              | Shame                            |                                                                              | Steve McQueen           | Michael Fassbender, Carey Mulligan, Hannah Ware               |
| 23.   | Utazás a rejtélyes szigetre | Journey 2: The Mysterious Island |                                                                              | Brad Peyton             | Josh Hutcherson, The Rock, Vanessa Anne Hudgens               |
| 23.   | Mindenki szereti a bálnákat | Big Miracle                      |                                                                              | Ken Kwapis              | Drew Barrymore, John Krasinski, Kristen Bell                  |
| 23.   | The Artist – A némafilmes   | The Artist                       |                                                                              | Michel Hazanavicius     | Jean Dujardin, Bérénice Bejo, John Goodman                    |
| 23.   | Családban marad             | Neka ostane medu nama            |                                                                              | Rajko Grlić             | Miki Manojlovic, Bojan Navojec, Ksenija Marinkovic            |
| 23.   | Aurora                      | Aurora                           |                                                                              | Cristi Puiu             | Cristi Puiu, Clara Voda, Catrinel Dumitrescu                  |

### Március
| Dátum | Film címe                     | Eredeti cím                                 | Filmstúdió               | Rendező                            | Főszereplők                                                                          |
| ----- | ----------------------------- | ------------------------------------------- | ------------------------ | ---------------------------------- | ------------------------------------------------------------------------------------ |
| 8.    | Az ajtó                       | Az ajtó                                     | FilmArt Kft.             | Szabó István                       | Helen Mirren, Martina Gedeck, Eperjes Károly, Koncz Gábor, Börcsök Enikő             |
| 8.    | Gyász                         | Mourning                                    | Anjou Lafayette          | Morteza Farshbaf                   | Kiomars Giti, Sharareh Pasha, Amir Hossein Maleki                                    |
| 8.    | John Carter                   | John Carter                                 | Disney                   | Andrew Stanton                     | Taylor Kitsch, Lynn Collins, Samantha Morton, Willem Dafoe                           |
| 8.    | Krízispont                    | Margin Call                                 | Before the Door Pictures | J.C. Chandor                       | Kevin Spacey, Paul Bettany, Jeremy Irons, Zachary Quinto, Penn Badgley               |
| 8.    | A legszebb dolog              | Un heureux évenement                        |                          | Rémi Bezancon                      | Louise Bourgoin, Pio Marmai, Josiane Balasko                                         |
| 15.   | Project X – A buli elszabadul | Project X                                   | Silver Pictures          | Nima Nourizadeh                    | Thomas Mann, Oliver Cooper, Jonathan Daniel Brown, Kirby Bliss Blanton, Alexis Knapp |
| 15.   | Veszélyes vágy                | A Dangerous Method                          | Sony Pictures            | David Cronenberg                   | Keira Knightley, Viggo Mortensen, Michael Fassbender, Vincent Cassel                 |
| 15.   | Az ördög benned lakozik       | The Devil Inside                            | Paramount Pictures       | William Brent Bell                 | Fernanda Andrade, Simon Quarterman, Evan Helmuth, Suzan Crowley                      |
| 15.   | Tükröm, tükröm                | Mirror, Mirror                              | Relativity Media         | Tarsem Singh                       | Julia Roberts, Lily Collins, Armie Hammer, Nathan Lane, Mare Winningham              |
| 15.   | Lazacfogás Jemenben           | Salmon Fishing in the Yemen                 |                          | Lasse Hallström                    | Emily Blunt, Ewan McGregor, Kristin Scott Thomas                                     |
| 15.   | Szilvás csirke                | Poulet aux prunes                           |                          | Vincent Paronnaud, Marjane Satrapi | Mathieu Amalric, Edouard Baer, Maria De Medeiros                                     |
| 15.   | Bor, tangó, kapufa            | SuperClásico                                |                          | Ole Christian Madsen               | Paprika Steen, Anders W. Berthelsen, Adriana Mascialino                              |
| 22.   | Az éhezők viadala             | The Hunger Games                            |                          | Gary Ross                          | Jennifer Lawrence, Josh Hutcherson, Elizabeth Banks                                  |
| 22.   | Fehér pokol                   | The Grey                                    |                          | Joe Carnahan                       | Liam Neeson, Frank Grillo, Dermot Mulroney                                           |
| 22.   | Csempészek                    | Contraband                                  |                          | Baltasar Kormákur                  | Mark Wahlberg, Kate Beckinsale, Ben Foster                                           |
| 22.   | Az igazi kaland               | We Bought a Zoo                             |                          | Cameron Crowe                      | Elle Fanning, Matt Damon, Scarlett Johansson                                         |
| 22.   | Járhatatlan út                | Halt auf freier Strecke                     |                          | Andreas Dresen                     | Steffi Kühnert, Milan Peschel, Talisa Lilly Lemke                                    |
| 29.   | A fekete ruhás nő             | The Woman in Black                          |                          | James Watkins                      | Daniel Radcliffe, Ciarán Hinds, Janet McTeer                                         |
| 29.   | A titánok haragja             | Wrath of the Titans                         |                          | Jonathan Liebesman                 | Liam Neeson, Ralph Fiennes, Sam Worthington                                          |
| 29.   | Polisse                       | Polisse                                     |                          | Maïwenn                            | Karin Viard, Joey Starr, Marina Fois                                                 |
| 29.   | Bordélyház                    | L'apollonide (Souvenirs de la maison close) |                          | Bertrand Bonello                   | Hafsia Herzi, Céline Sallette, Jasmine Trinca                                        |

### Április
| Dátum | Film címe                   | Eredeti cím                    | Filmstúdió | Rendező | Főszereplők                                                |
| ----- | --------------------------- | ------------------------------ | ---------- | --- | ---------------------------------------------------------- |
| 5.    | Amerikai pite – A találkozó | American Reunion               |            | Jon Hurwitz, Hayden Schlossberg                                                                                        | Alyson Hannigan, Seann William Scott, Mena Suvari          |
| 5.    | Szemünk fénye               | La guerre est déclarée         |            | Valérie Donzelli | Valérie Donzelli, Jérémie Elkaim, Brigitte Sy              |
| 5.    | Francia hétvége             | Le skylab                      |            | Julie Delpy | Lou Avarez, Julie Delpy, Eric Elmosnino                    |
| 5.    | Együtt az ég alatt          | Über uns das All               |            | Jan Schomburg | Sandra Hüller, Georg Friedrich, Felix Schmidt-Knopp        |
| 5.    | Csak a szél                 | Csak a szél                    |            | Fliegauf Benedek | Toldi Katalin, Lendvai Gyöngyi, Sárkány Lajos              |
| 12.   | Az igazság nyomában         | The Cold Light of Day          |            | Mabrouk El Mechri | Henry Cavill, Bruce Willis, Joseph Mawle                   |
| 12.   | A bosszú jogán              | Seeking Justice                |            | Roger Donaldson | Nicolas Cage, January Jones, Guy Pearce                    |
| 12.   | Elveszett                   | Gone                           |            | Heitor Dhalia | Amanda Seyfried, Wes Bentley, Daniel Sunjata               |
| 12.   | Tétova félrelépők           | Late Bloomers                  |            | Julie Gavras | William Hurt, Isabella Rossellini, Doreen Mantle           |
| 18.   | Csatahajó                   | Battleship                     |            | Peter Berg | Alexander Skarsgard, Liam Neeson, Brooklyn Decker          |
| 19.   | Szerencsecsillag            | The Lucky One                  |            | Scott Hicks | Zac Efron, Taylor Schilling, Blythe Danner                 |
| 19.   | Mocsokváros utcáin          | Being Flynn                    |            | Paul Weitz | Robert De Niro, Paul Dano, Julianne Moore                  |
| 19.   | Torrente 4 – Halálos válság | Crisis letal                   |            | Santiago Segura | Santiago Segura, Javier Gutierrez, Maria Lapiedra          |
| 19.   | Severn, gyermekeink hangja  | Severn, la voix de nos enfants |            | Jean-Paul Jaud | Edouard Chaulet, Nicolas Hulot, Takao Suruno               |
| 19.   | Magyarország 2011           | Magyarország 2011              |            | Jancsó Miklós, Fliegauf Benedek, Mészáros Márta, Török Ferenc, Jeles András, Siroki László                             |                                                            |
| 26.   | Bosszúállók                 | The Avengers                   |            | Joss Whedon | Chris Hemsworth, Chris Evans, Robert Downey Jr.            |
| 26.   | Hasta la vista!             | Hasta la vista                 |            | Geoffrey Enthoven | Tom Audenaert, Isabelle de Hertogh, Gilles De Schrijver    |
| 26.   | A két mesterlövész          | Les infideles                  |            | Jean Dujardin, Gilles Lellouche, Emmanuelle Bercot, Fred Cavayé, Alexandre Courtes, Michel Hazanavicius, Eric Lartigau | Jean Dujardin, Gilles Lellouche, Lionel Abelanski          |
| 26.   | Oslo, augusztus             | Oslo, 31. august               |            | Joachim Trier | Anders Danielsen Lie, Anders Borchgrevink, Andreas Braaten |

### Május
| Dátum | Film címe                               | Eredeti cím                          | Filmstúdió | Rendező                             | Főszereplők                                             |
| ----- | --------------------------------------- | ------------------------------------ | ---------- | ----------------------------------- | ------------------------------------------------------- |
| 3.    | A biztonság záloga                      | Safe                                 |            | Boaz Yakin                          | Jason Statham, Chris Sarandon, James Hong               |
| 3.    | 21 Jump Street – A kopasz osztag        | 21 Jump Street                       |            | Phil Lord, Chris Miller             | Johnny Depp, Jonah Hill, Channing Tatum                 |
| 3.    | Keleti nyugalom – Marigold Hotel        | The Best Exotic Marigold Hotel       |            | John Madden                         | Maggie Smith, Bill Nighy, Judi Dench                    |
| 3.    | Együtt élhetnénk                        | Et si on vivait tous ensemble?       |            | Stéphane Robelin                    | Guy Bedos, Daniel Brühl, Geraldine Chaplin              |
| 3.    | Némafilm                                | Némafilm                             |            | Matúz Gábor, Siklósi Beatrix        | dr. Tapolczai Gergely, dr. Kósa Ádám                    |
| 10.   | Éjsötét árnyék                          | Dark Shadows                         |            | Tim Burton                          | Johnny Depp, Eva Green, Michelle Pfeiffer               |
| 10.   | Nathalie második élete                  | La délicatesse                       |            | David Foenkinos, Stéphane Foenkinos | Audrey Tautou, Francois Damiens, Bruno Todeschini       |
| 10.   | Asszonyok kútja                         | La source des femmes                 |            | Radu Mihaileanu                     | Leila Bekhti, Hafsia Herzi, Biyouna                     |
| 10.   | Magyar várak és kastélyok               | Magyar várak és kastélyok            |            | Gráner József                       |                                                         |
| 17.   | A holló                                 | The Raven                            |            | James McTeigue                      | Luke Evans, Alice Eve, John Cusack                      |
| 17.   | A diktátor                              | The Dictator                         |            | Larry Charles                       | Sacha Baron Cohen, Megan Fox, Anna Faris                |
| 17.   | 2 nap New Yorkban                       | 2 Days in New York                   |            | Julie Delpy                         | Chris Rock, Julie Delpy, Vincent Gallo                  |
| 17.   | Kalózok – A kétballábas banda           | The Pirates! Band of Misfits         |            | Peter Lord                          | Martin Freeman, David Tennant, Salma Hayek              |
| 17.   | Fatima - A 13. napon                    | The 13th Day                         |            | Dominic Higgins, Ian Higgins        | Filipa Fernandes, Jane Lesley, Michael D'Cruze          |
| 24.   | Tegnap éjjel                            | Last Night                           |            | Massy Tadjedin                      | Sam Worthington, Keira Knightley, Eva Mendez            |
| 24.   | Men in Black – Sötét zsaruk 3.          | Men in Black III                     |            | Barry Sonnenfeld                    | Will Smith, Tommy Lee Jones, Josh Brolin                |
| 24.   | Viszlát első szerelem                   | Un amour de jeunesse                 |            | Mia Hansen-Love                     | Lola Créton, Sebastian Urzendowsky, Magne-Havard Brekke |
| 24.   | Kezeket fel srácok!                     | Les mains en l'air                   |            | Romain Goupil                       | Valeria Bruni-Tedeschi, Linda Doudaeva, Jules Ritmanic  |
| 24.   | A folyosó                               | Isolerad                             |            | Johan Lundborg, Johann Storm        | Daniel Adolfsson, Ylva Gallon, Emil Johnsen             |
| 31.   | Hófehér és a vadász                     | Snow White and the Huntsman          |            | Rupert Sanders                      | Chris Hemsworth, Kristen Stewart, Charlize Theron       |
| 31.   | Holdfény királyság                      | Moonrise Kingdom                     |            | Wes Anderson                        | Bruce Willis, Edward Norton, Bill Murray                |
| 31.   | Várandósok – Az a bizonyos kilenc hónap | What to Expect When You're Expecting |            | Kirk Jones                          | Elizabeth Banks, Anna Kendrick, Cameron Diaz            |
| 31.   | Cosmopolis                              | Cosmopolis                           |            | David Cronenberg                    | Robert Pattinson, Samantha Morton, Jay Baruchel         |
| 31.   | Nannerl, Mozart nővére                  | Nannerl, la soeur de Mozart          |            | René Féret                          | Marie Féret, Marc Barbé, Delphine Chuillot              |

### Június
| Dátum | Film címe                    | Eredeti cím                        | Filmstúdió | Rendező                  | Főszereplők                                                  |
| ----- | ---------------------------- | ---------------------------------- | ---------- | ------------------------ | ------------------------------------------------------------ |
| 7.    | Prometheus                   | Prometheus                         |            | Ridley Scott             | Michael Fassbender, Charlize Theron, Idris Elba              |
| 7.    | Egy őrült szerelem balladája | Balada triste de trompeta          |            | Álex de la Iglesia       | Carlos Areces, Antonio de la Torre, Carolina Bang            |
| 7.    | Michael                      | Michael                            |            | Markus Schleinzer        | Michael Fuith, David Rauchenberger, Gisella Salcher          |
| 14.   | Madagaszkár 3.               | Madagascar 3: Europe's Most Wanted |            | Eric Darnell             | Ben Stiller, David Schwimmer, Jada Pinkett Smith, Chris Rock |
| 14.   | Piranha 3DD                  | Piranha 3DD                        |            | John Gulager             | Katrina Bowden, Christopher Lloyd, Danielle Panabaker        |
| 14.   | A Kilimandzsáró hava         | Les neiges du Kilimandjaro         |            | Robert Guédiguian        | Ariane Ascaride, Jean-Pierre Darroussin, Gérard Meylan       |
| 14.   | Malom és Kereszt             | The Mill and the Cross             |            | Lech Majewski            | Rutger Hauer, Michael York, Charlotte Rampling               |
| 21.   | Börtönregény                 | Get the Gringo                     |            | Adrian Grunberg          | Mel Gibson, Peter Stormare, Dean Norris                      |
| 21.   | Mindörökké rock              | Rock of Ages                       |            | Adam Shankman            | Catherine Zeta-Jones, Tom Cruise, Malin Akerman              |
| 21.   | Én, a séf                    | Comme un chef                      |            | Daniel Cohen             | Jean Reno, Michaël Youn, Raphaëlle Agogué                    |
| 21.   | Ideglelés Csernobilban       | Chernobyl Diaries                  |            | Bradley Parker           | Jesse McCartney, Jonathan Sadowski, Olivia Dudley            |
| 28.   | Fejvadászok                  | Hodejegerne                        |            | Morten Tyldum            | Nikolaj Coster-Waldau, Aksel Hennie, Julie Olgaard           |
| 28.   | StreetDance 2                | StreetDance 2                      |            | Max Giwa, Dania Pasquini | Tom Conti, George Sampson, Falk Hentschel                    |
| 28.   | Nővér                        | L'enfant d'en haut                 |            | Ursula Meier             | Kacey Mottet Klein, Léa Seydoux, Martin Compston             |
| 28.   | Szerelem nélkül soha         | Les bien-aimés                     |            | Christophe Honoré        | Chiara Mastroianni, Cathérine Deneuve, Ludivine Sagnier      |

### Július
| Dátum | Film címe                          | Eredeti cím                               | Filmstúdió | Rendező                        | Főszereplők                                          |
| ----- | ---------------------------------- | ----------------------------------------- | ---------- | ------------------------------ | ---------------------------------------------------- |
| 5.    | Felültetve                         | Setup                                     |            | Mike Gunther                   | Bruce Willis, 50 Cent, Jenna Dewan-Tatum             |
| 5.    | Bel Ami – A szépfiú                | Bel Ami                                   |            | Declan Donnellan, Nick Ormerod | Robert Pattinson, Uma Thurman, Christina Ricci       |
| 5.    | A vadász                           | The Hunter                                |            | Daniel Nettheim                | Sam Neill, Willem Dafoe, Frances O’Connor            |
| 5.    | Jégkorszak 4. – Vándorló kontinens | Ice Age: Continental Drift                |            | Steve Martino, Mike Thurmeier  | Ray Romano, John Leguizamo, Denis Leary              |
| 5.    | Sleeping Beauty                    | Sleeping Beauty                           |            | Julia Leigh                    | Emily Browning, Rachael Blake, Eden Falk             |
| 5.    | Parada                             | Parada                                    |            | Srdjan Dragojevic              | Nikola Kojo, Milos Samolov, Hristina Popovic         |
| 5.    | Kínai elvitelre                    | Un cuento chino                           |            | Sebastián Borensztein          | Ricardo Darin, Muriel Santa Ana, Ignacio Huang       |
| 12.   | A csodálatos Pókember              | The Amazing Spider-Man                    |            | Marc Webb                      | Andrew Garfield, Emma Stone, Martin Sheen            |
| 12.   | Bikanyak                           | Rundskop                                  |            | Michael R. Roskam              | Matthias Schoenaerts, Jeroen Perceval, Jeanne Dandoy |
| 12.   | Szauna Párizsban                   | Let My People Go!                         |            | Mikael Buch                    | Nicolas Maury, Carmen Maura, Jean-Francois Stévenin  |
| 19.   | LOL                                | LOL                                       |            | Lisa Azuelos                   | Ashley Greene, Miley Cyrus, Demi Moore               |
| 19.   | Harmadnaposok                      | A Few Best Men                            |            | Stephan Elliott                | Laura Brent, Xavier Samuel, Kris Marshall            |
| 26.   | A sötét lovag – Felemelkedés       | The Dark Knight Rises                     |            | Christopher Nolan              | Christian Bale, Liam Neeson, Anne Hathaway           |
| 26.   | Míg a világvége el nem választ     | Seeking a Friend for the End of the World |            | Lorene Scafaria                | Keira Knightley, Melinda Dillon, Steve Carell        |

### Augusztus
| Dátum | Film címe                              | Eredeti cím                      | Filmstúdió         | Rendező                      | Főszereplők |
| ----- | -------------------------------------- | -------------------------------- | ------------------ | ---------------------------- | --- |
| 2.    | Nyitott ajtók, ablakok                 | Abrir puertas y ventanas         |                    | Milagros Mumenthaler         | María Canale, Martina Juncadella, Ailín Salas, Julián Tello                                                                                         |
| 2.    | Merida, a bátor                        | Brave                            | Disney - Pixar     | Mark Andrews, Brenda Chapman | Kelly Macdonald, Julie Walters, Billy Connolly, Emma Thompson, Kevin McKidd                                                                         |
| 2.    | Apa ég!                                | That's My Boy                    | Columbia Pictures  | Sean Anders                  | Adam Sandler, Andy Samberg, Leighton Meester, James Caan, Milo Ventimiglia, Vanilla Ice                                                             |
| 9.    | Abraham Lincoln, a vámpírvadász        | Abraham Lincoln: Vampire Hunter  | 20th Century Fox   | Timur Bekmambetov            | Benjamin Walker, Mary Elizabeth Winstead, Dominic Cooper, Alan Tudyk, Rufus Sewell, Anthony Mackie                                                  |
| 9.    | Amit még mindig tudni akarsz a szexről | Hope Springs                     | Columbia Pictures  | David Frankel                | Meryl Streep, Tommy Lee Jones, Steve Carell, Elisabeth Shue, Jean Smart                                                                             |
| 9.    | Magic Mike                             | Magic Mike                       | Warner Bros.       | Steven Soderbergh            | Channing Tatum, Matthew McConaughey, Alex Pettyfer, Olivia Munn, Martin J. Kelly                                                                    |
| 16.   | Az emlékmás                            | Total Recall                     | Columbia Pictures  | Len Wiseman                  | Colin Farrell, Kate Beckinsale, Jessica Biel, Bill Nighy, Bryan Cranston, John Cho                                                                  |
| 16.   | Marsupilami nyomában                   | Sur la piste du Marsupilami      | Pathé Frères       | Alain Chabat                 | Alain Chabat, Jamel Debbouze, Lambert Wilson, Patrick Timsit                                                                                        |
| 16.   | A szerelem három évig tart             | L'amour dure trois ans           |                    | Frédéric Beigbeder           | Louise Bourgoin, Joey Starr, Gaspard Proust |
| 23.   | Államérdekből                          | L'exercice de l'État             |                    | Pierre Schöller              | Olivier Gourmet, Michel Blanc, Laurent Stocker, Zabou Breitman                                                                                      |
| 23.   | Csingiling: A szárnyak titka           | Tinker Bell: Secret of the Wings | Disney             | Ryan Rowe                    | Mae Whitman, Lucy Liu, Raven-Symoné, Megan Hilty, Lucy Hale                                                                                         |
| 23.   | Szerelem a hatodikon                   | Les femmes du 6eme étage         |                    | Philippe Le Guay             | Fabrice Luchini, Sandrine Kiberlaine, Carmen Maura, Natalia Verbeke                                                                                 |
| 23.   | Ted                                    | Ted                              | Universal Pictures | Seth MacFarlane              | Mark Wahlberg, Seth MacFarlane, Mila Kunis, Giovanni Ribisi, Patrick Warburton, Laura Vandervoort                                                   |
| 30.   | Rómának szeretettel                    | To Rome with Love                | Sony Pictures      | Woody Allen                  | Woody Allen, Ellen Page, Jesse Eisenberg, Penélope Cruz, Alec Baldwin, Roberto Benigni                                                              |
| 30.   | The Expendables – A feláldozhatók 2.   | The Expendables 2                | Lionsgate          | Simon West                   | Sylvester Stallone, Jean-Claude Van Damme, Jet Li, Dolph Lundgren, Chuck Norris, Arnold Schwarzenegger, Bruce Willis, Jason Statham, Liam Hemsworth |

### Szeptember
| Dátum | Film címe                | Eredeti cím                | Filmstúdió | Rendező                                                                  | Főszereplők                                                |
| ----- | ------------------------ | -------------------------- | ---------- | ------------------------------------------------------------------------ | ---------------------------------------------------------- |
| 6.    | A Bourne-hagyaték        | The Bourne Legacy          |            | Tony Gilroy                                                              | Jeremy Renner, Rachel Weisz, Edward Norton                 |
| 6.    | Havanna, szeretlek!      | 7 días en La Habana        |            | Gaspar Noé, Benicio del Toro, Laurent Cantet, Julio Medem, Elia Suleiman | Josh Hutcherson, Melissa Rivera, Othello Rensoli           |
| 6.    | Step Up 4: Forradalom    | Step Up Revolution         |            | Scott Speer                                                              | Kathryn McCormick, Ryan Guzman, Alyson Stoner              |
| 6.    | Valaki más élete         | La vie d'une autre         |            | Sylvie Testud                                                            | Juliette Binoche, Mathieu Kassovitz, Aure Atika            |
| 13.   | Drága besúgott barátaim  | Drága besúgott barátaim    |            | Cserhalmi Sára                                                           | Cserhalmi György, Derzsi János, Keres Emil                 |
| 13.   | Édesnégyes               | Your Sister's Sister       |            | Lynn Shelton                                                             | Emily Blunt, Rosemarie Dewitt, Mark Duplass                |
| 13.   | Fékezhetetlen            | Lawless                    |            | John Hillcoat                                                            | Tom Hardy, Jessica Chastain, Shia LaBeouf                  |
| 13.   | A Kaptár – Megtorlás     | Resident Evil: Retribution |            | Paul W. S. Anderson                                                      | Milla Jovovich, Michelle Rodriguez, Sienna Guillory        |
| 13.   | Magnifica presenza       | Magnifica presenza         |            | Ferzan Özpetek                                                           | Elio Germano, Margherita Buy, Bianca Nappi                 |
| 20.   | Babycall                 | Babycall                   |            | Pal Sletaune                                                             | Noomi Rapace, Kristoffer Joner, Maria Bock                 |
| 20.   | Démoni doboz             | The Possession             |            | Ole Bornedal                                                             | Kyra Sedgwick, Jeffrey Dean Morgan, Madison Davenport      |
| 20.   | Lazhar tanár úr          | Monsieur Lazhar            |            | Philippe Falardeau                                                       | Mohamed Fellag, Sophie Nélisse, Émilien Néron              |
| 20.   | Üss vagy fuss!           | Hit and Run                |            | David Palmer, Dax Shepard                                                | Bradley Cooper, Kristen Bell, Tom Arnold                   |
| 27.   | Hotel Mekong             | Mekong Hotel               |            | Apichatpong Weerasethakul                                                |                                                            |
| 27.   | Looper – A jövő gyilkosa | Looper                     |            | Rian Johnson                                                             | Joseph Gordon-Levitt, Bruce Willis, Emily Blunt            |
| 27.   | Párizs – Manhattan       | Páris - Manhattan          |            | Sophie Lellouche                                                         | Alice Taglioni, Patrick Bruel, Michel Aumont               |
| 27.   | Sammy nagy kalandja 2.   | Sammy's avonturen 2        |            | Ben Stassen                                                              | Carlos McCullers, Isabelle Fuhrman, Billy Unger            |
| 30.   | Toszkán szépség          | La prima cosa bella        |            | Paolo Virzí                                                              | Micaela Ramazzotti, Valerio Mastandrea, Stefania Sandrelli |

### Október
| Dátum | Film címe                                     | Eredeti cím                                 | Filmstúdió | Rendező                     | Főszereplők                                              |
| ----- | --------------------------------------------- | ------------------------------------------- | ---------- | --------------------------- | -------------------------------------------------------- |
| 4.    | Barbara                                       | Barbara                                     |            | Christian Petzold           | Nina Hoss, Ronald Zehrfeld, Rainer Bock, Christina Hecke |
| 4.    | A boldogság sosem jár egyedül                 | Un bonheur n'arrive jamais seul             |            | James Huth                  | Sophie Marceau, Gad Elmaleh, Maurice Barthélémy          |
| 4.    | Gázos                                         | Wrong                                       |            | Quentin Dupieux             | Jack Plotnick, William Fichtner, Eric Judor              |
| 4.    | Hotel Transylvania – Ahol a szörnyek lazulnak | Hotel Transylvania                          |            | Genndy Tartakovsky          |                                                          |
| 4.    | A természet IQ-ja                             | A természet IQ-ja                           |            | Danka Krisztina             |                                                          |
| 4.    | Tüskevár                                      | Tüsekevár                                   |            | Balogh György               | Nagy Marcell, Kovács Lajos, Péntek Bálint                |
| 4.    | Vadállatok                                    | Savages                                     |            | Oliver Stone                | Blake Lively, Taylor Kitsch, Aaron Taylor-Johnson        |
| 11.   | Aglaja                                        | Aglaja                                      |            | Deák Krisztina              | Ónodi Eszter, Kamarás Iván, Móga Piroska                 |
| 11.   | Elrabolva 2.                                  | Taken 2                                     |            | Olivier Megaton             | Liam Neeson, Famke Janssen, Serbedzija Rade              |
| 11.   | Kertvárosi kommandó                           | The Watch                                   |            | Akiva Schaffer              | Jonah Hill, Ben Stiller, Vince Vaughn                    |
| 11.   | A második feleség                             | Kuma                                        |            | Umut Dag                    | Nihal G. Koldas, Begüm Akkaya, Vedat Erincin             |
| 11.   | Az utolsó műszak                              | End of Watch                                |            | David Ayer                  | Jake Gyllenhaal, Michael Pena, Anna Kendrick             |
| 18.   | Asterix és Obelix: Isten óvja Britanniát      | Astérix et Obélix: Au Service de Sa Majesté |            | Laurent Tirard              | Gérard Depardieu, Edouard Baer, Fabrice Luchini          |
| 18.   | Csak a szerelem számít                        | Den skaldede frisor                         |            | Susanne Bier                | Pierce Brosnan, Trine Dyrholm, Paprika Steen             |
| 18.   | Lorax                                         | The Lorax                                   |            | Chris Renaud, Kyle Balda    |                                                          |
| 18.   | Magic Boys                                    | Magic Boys                                  |            | Koltai Róbert               | Michael Madsen, Szabó Győző, Pindroch Csaba              |
| 18.   | Mindenki a mennybe megy                       | Toată lumea din familia noastră             |            | Radu Jude                   | Gabriel Spahiu, Serban Pavlu, Sofia Nicolaescu           |
| 18.   | Paradise: Love                                | Paradies: Liebe                             |            | Ulrich Seidl                | Margarete Tiesel, Peter Kazungu, Inge Maux               |
| 18.   | Parajelenségek 4.                             | Paranormal Activity 4                       |            | Ariel Schulman, Henry Joost | Katie Featherston, Kathryn Newton, Matt Shively          |
| 18.   | Pardon                                        | Undskyld jeg forstyrrer                     |            | Henrik Ruben Genz           | Nicolas Bro, Sara Hjort Ditlevsen, Lotte Andersen        |
| 18.   | Szesztolvajok                                 | The Angel's Share                           |            | Ken Loach                   | Paul Brannigan, John Henshaw, Roger Allam                |
| 18.   | A temetésem szervezem                         | Get Low                                     |            | Aaron Schneider             | Robert Duvall, Bill Murray, Sissy Spacek                 |
| 25.   | Barátom Knerten 2. – Knerten nyomoz           | Knerten gifter seg / Twigson Ties the Knot  |            | Martin Lund                 | Adrian Gronnevik Smith, Pernille Sorensen, Per Schaaning |
| 25.   | Ai Weiwei: Never Sorry                        | Ai Weiwei: Never Sorry                      |            | Alison Klayman              |                                                          |
| 25.   | Vörös kesztyűk                                | Mănuşi roşii                                |            | Radu Gabrea                 | Udo Schenk, Vlad Radescu, Marcel Iures                   |
| 26.   | Skyfall                                       | Skyfall                                     |            | Sam Mendes                  | Daniel Craig, Javier Bardem, Judi Dench                  |

### November
| Dátum | Film címe                            | Eredeti cím                               | Filmstúdió | Rendező                                     | Főszereplők                                               |
| ----- | ------------------------------------ | ----------------------------------------- | ---------- | ------------------------------------------- | --------------------------------------------------------- |
| 1.    | Albert Flórián                       | Albert Flórián                            |            | Visontai Attila                             |                                                           |
| 1.    | Jackpot                              | Arme Riddere                              |            | Magnus Martens                              | Henrik Mestad, Kyrre Hellum, Mads Ousdal                  |
| 1.    | Rontó Ralph                          | Wreck-It Ralph                            |            | Rich Moore                                  |                                                           |
| 1.    | Silent Hill – Kinyilatkoztatás       | Silent Hill: Revelation                   |            | Michael J. Bassett                          | Sean Bean, Carrie-Ann Moss, Radha Mitchell                |
| 1.    | Szerelem                             | Amour                                     |            | Michael Haneke                              | Jean-Louis Trintignant, Emmanuelle Riva, Isabelle Huppert |
| 1.    | Az utolsó műszak                     | End of Watch                              |            | David Ayer                                  | Jake Gyllenhaal, Michael Pena, Anna Kendrick              |
| 8.    | Alex Cross                           | Alex Cross                                |            | Rob Cohen                                   | Tyler Perry, Matthew Fox, Rachel Nichols                  |
| 8.    | Hisztéria                            | Hysteria                                  |            | Tanya Wexler                                | Maggie Gyllenhaal, Rupert Everett, Hugh Dancy             |
| 8.    | Lopott szavak                        | The Words                                 |            | Lee Sternthal, Brian Klugman                | Bradley Cooper, Zoe Saldana, Dennis Quaid                 |
| 8.    | A maflás                             | Here Comes the Boom                       |            | Frank Coraci                                | Kevin James, Salma Hayek, Henry Winkler                   |
| 8.    | Reality                              | Reality                                   |            | Matteo Garrone                              | Aniello Arena, Loredana Simioli, Nando Paone              |
| 8.    | Szenvedélyes versengés               | Apflickorna                               |            | Lisa Aschan                                 | Mathilda Paradeiser, Linda Molin, Isabella Lindquist      |
| 15.   | Alkonyat – Hajnalhasadás 2. rész     | The Twilight Saga: Breaking Dawn - Part 2 |            | Bill Condon                                 | Robert Pattinson, Kristen Stewart, Taylor Lautner         |
| 15.   | Amíg alszol                          | Mientras duermes                          |            | Jaume Balagueró                             | Luis Tosar, Marta Etura, Alberto San Juan                 |
| 15.   | IV. Henrik - Navarra királya         | Henri 4                                   |            | Jo Baier                                    | Julien Boisselier, Joachim Król, Andreas Schmidt          |
| 22.   | Az Argo-akció                        | Argo                                      |            | Ben Affleck                                 | Ben Affleck, Bryan Cranston, John Goodman                 |
| 22.   | Egy veszedelmes viszony              | En Kongelig Affaere                       |            | Nikolaj Arcel                               | Alicia Vikander, Mads Mikkelsen, Trine Dyrholm            |
| 22.   | Felhőatlasz                          | Cloud Atlas                               |            | Andy Wachowski, Larry Wachowski, Tom Tykwer | Tom Hanks, Halle Berry, Hugh Grant                        |
| 22.   | Maverick – Ahol a hullámok születnek | Chasing Mavericks                         |            | Curtis Hanson, Michael Apted                | Gerard Butler, Elisabeth Shue, Abigail Spencer            |
| 22.   | Szex, hazugság, vészhelyzet          | La Clinique de l'amour                    |            | Artus de Penguern                           | Artus de Penguern, Natacha Lindinger, Bruno Salomone      |
| 29.   | A gyilkos médium                     | Red Lights                                |            | Rodrigo Cortés                              | Sigourney Weaver, Robert De Niro, Elizabeth Olsen         |
| 29.   | Az öt legenda                        | Rise of the Guardians                     |            | Peter Ramsey                                |                                                           |
| 29.   | A tenger törvénye                    | Terraferma                                |            | Emanuele Crialese                           | Filippo Pucillo, Donatella Finocchiaro, Beppe Fiorello    |

### December
| Dátum | Film címe                    | Eredeti cím                            | Filmstúdió | Rendező                                  | Főszereplők                                               |
| ----- | ---------------------------- | -------------------------------------- | ---------- | ---------------------------------------- | --------------------------------------------------------- |
| 6.    | Sinister (film)              | Sinister                               |            | Scott Derrickson                         | Ethan Hawke, Vincent D’Onofrio, Clare Foley               |
| 6.    | A végzet napja               | The Day                                |            | Douglas Aarniokoski                      | Shawn Ashmore, Ashley Bell, Cory Hardrict                 |
| 6.    | Kispályás szerelem           | Playing for Keeps                      |            | Gabriele Muccino                         | Jessica Biel, Gerard Butler, Uma Thurman                  |
| 6.    | A hét pszichopata és a si-cu | Seven Psychopaths                      |            | Seven Psychopaths                        | Colin Farrell, Woody Harrelson, Sam Rockwell              |
| 6.    | Fehér éjszaka (film)         | Nuit blanche                           |            | Frédéric Jardin                          | Tomer Sisley, Serge Riaboukine, Julien Boisselier         |
| 6.    | Égbőlpottyant Mikulás        | Als der Weihnachtsmann von Himmel fiel |            | Oliver Dieckmann                         | Alexander Scheer, Noah Kraus, Mercedes Jadea Diaz         |
| 6.    | A tündér                     | La fée                                 |            | Dominique Abel, Fiona Gordon, Bruno Romy | Dominique Abel, Fiona Gordon, Philippe Martz              |
| 6.    | A keresztelő                 | Chrzest                                |            | Marcin Wrona                             | Wojciech Zielinski, Tomasz Schuchardt, Natalia Rybicka    |
| 13.   | A hobbit: Váratlan utazás    | The Hobbit: An Unexpected Journey      |            | Peter Jackson                            | Martin Freeman, Cate Blanchett, Ian McKellen              |
| 13.   | Bernie, az eszelős temetős   | Bernie                                 |            | Richard Linklater                        | Matthew McConaughey, Jack Black, Shirley MacLaine         |
| 13.   | Életem szerelme (film, 2012) | La chance de ma vie                    |            | Nicolas Cuche                            | Virginie Efira, Francois-Xavier Demaison, Armelle Deutsch |
| 13.   | Alpok                        | Alpeis                                 |            | Jórgosz Lánthimosz                       | Stavros Psyllakis, Aris Servetalis, Johnny Vekris         |
| 20.   | Pi élete                     | Life of Pi                             |            | Ang Lee                                  | Tobey Maguire, Irfán Khán, Suraj Sharma                   |
| 20.   | Nejem, nőm, csajom           | Nejem, nőm, csajom                     |            | Szajki Péter                             | Schell Judit, Kovács Patrícia, Schmied Zoltán             |
| 20.   | Szia! :) Hogy vagy?          | Buna! Ce faci?                         |            | Alexandru Maftei                         | Dana Voicu, Ionel Mihailescu, Paul Diaconescu             |
| 20.   | Samsara (film)               | Samsara                                |            | Ron Fricke                               |                                                           |
| 20.   | Fluor Film                   | Fluor Film                             |            | Miki357                                  | Fluor Tomi, Éden Krisztián, Tóth Dániel                   |
| 20.   | Sushiálmok                   | Jiro Dreams of Sushi                   |            | David Gelb                               | Jiro Ono, Yoshikazu Ono                                   |
| 27.   | A nyomorultak                | Les Misérables                         |            | Tom Hooper                               | Anne Hathaway, Amanda Seyfried, Hugh Jackman              |
| 27.   | Lánybúcsú                    | Bachelorette                           |            | Leslye Headland                          | Kirsten Dunst, Lizzy Caplan, Rebel Wilson                 |
| 27.   | Végzetes hazugságok          | Arbitrage                              |            | Nicholas Jarecki                         | Richard Gere, Susan Sarandon, Tim Roth                    |
| 27.   | Volt egy tánc                | Take This Waltz                        |            | Sarah Polley                             | Michelle Williams, Seth Rogen, Sarah Silverman            |
| 27.   | Bérelj cicát!                | Rentaneko                              |            | Naoko Ogigami                            | Mikako Ichikawa, Reiko Kusamura, Ken Mitsuishi            |
| 27.   | Rúzs, reptér, satöbbi        | Cockpit                                |            | Marten Klingberg                         | Jonas Karlsson, Marie Robertson, Björn Andersson          |

## Díjak, fesztiválok
- 84. Oscar-gála

legjobb film: The Artist – A némafilmes
legjobb rendező: Michel Hazanavicius – The Artist – A némafilmes
legjobb férfi főszereplő: Jean Dujardin – The Artist – A némafilmes
legjobb női főszereplő: Meryl Streep – A Vaslady
legjobb férfi mellékszereplő: Christopher Plummer – Kezdők
legjobb női mellékszereplő: Octavia Spencer – A segítség
- 69. Golden Globe-gála

legjobb film (dráma): Utódok (The Descendants)
legjobb rendező: Woody Allen (Éjfélkor Párizsban)
legjobb színész (dráma): George Clooney (Utódok)
legjobb színésznő (dráma): Glenn Close (Albert Nobbs)
- 25. Európai Filmdíj-gála

legjobb európai film: Srác a biciklivel
legjobb rendező: Michael Haneke – Szerelem
legjobb európai színésznő: Emmanuelle Riva – Szerelem
legjobb európai színész: Jean-Louis Trintignant – Szerelem
közönségdíj: Hasta la vista
- 37. César-díjátadó

legjobb film: The Artist – A némafilmes
legjobb külföldi film: Nader és Simin – Egy elválás története (Jodaeiye Nader az Simin)
legjobb rendező: Michel Hazanavicius (The Artist – A némafilmes)
legjobb színész: Omar Sy (Életrevalók)
legjobb színésznő: Bérénice Bejo (The Artist – A némafilmes)
- 65. BAFTA-gála

legjobb film: The Artist – A némafilmes
legjobb rendező: Michel Hazanavicius (The Artist – A némafilmes)
legjobb férfi főszereplő: Jean Dujardin (The Artist – A némafilmes)
legjobb női főszereplő: Meryl Streep (A Vaslady)
legjobb férfi mellékszereplő: Christopher Plummer (Kezdők)
legjobb női mellékszereplő: Octavia Spencer (A segítség)
- 65. cannes-i fesztivál

Arany Pálma: Szerelem – rendező: Michael Haneke
nagydíj: Reality – rendező: Matteo Garrone
zsűri díja: Szesztolvajok – rendező: Ken Loach
legjobb rendezés díja: Felhők felett – rendező: Carlos Reygadas
legjobb női alakítás díja (megosztva):
Cosmina Startan – (Dombokon túl
Cristina Flutur – Dombokon túl
legjobb férfi alakítás díja: Mads Mikkelsen – A vadászat
legjobb forgatókönyv díja: Dombokon túl – forgatókönyvíró: Cristian Mungiu
- 32. Arany Málna-gála

legrosszabb film: Jack és Jill
legrosszabb remake: Jack és Jill
legrosszabb rendező: Dennis Dugan – Jack és Jill
legrosszabb női főszereplő: Adam Sandler – Jack és Jill
legrosszabb férfi főszereplő: Adam Sandler – Jack és Jill

## Halálozások
- január 16. – Csemer Géza, roma származású író, forgatókönyvíró, színházi rendező
- február 25. – Erland Josephson, svéd színész, forgatókönyvíró, rendező
- március 9. – Szőnyi G. Sándor, magyar rendező
- március 11. – Hável László, magyar színművész
- április 2. – Sziklavári Szilárd, romániai magyar operaénekes, színész
- április 16. – Polónyi Gyöngyi, magyar színművész
- április 16. – Palásthy György, Balázs Béla-díjas filmrendező
- április 27. – Gere Mara, magyar dramaturg, forgatókönyvíró, rendező
- május 3. – Csőke József, magyar rendező
- május 29. – Monyók Ildikó, magyar színművész, énekesnő
- május 29. – Sindó Kaneto, japán filmrendező, forgatókönyvíró, producer
- június 15. – Varga Csaba, magyar animációsfilm-rendező, íráskutató
- július 3. – Hollie Stevens, AVN Award díjas amerikai pornószínésznő, modell
- július 3. – Gruber Hugó, magyar bábszínész, szinkronszínész
- július 8. – Ernest Borgnine, Oscar-díjas amerikai színész
- július 13. – Sage Stallone, amerikai színész, Sylvester Stallone idősebb fia
- július 20. – Simon Ward, angol színész
- július 20. – Márkus Éva, magyar szinkronrendező
- augusztus 5. – Safranek Károly, magyar színművész
- augusztus 17. – Tóth Zsuzsa, magyar forgatókönyvíró, dramaturg
- augusztus 19. – Tony Scott, angol filmrendező
- augusztus 20. – Phyllis Diller, amerikai színésznő, komédiás, az első széles körben ismert női stand-up előadó
- augusztus 30. – Karácsony Tamás, magyar színművész
- augusztus 30. – Igor Vlagyimirovics Kvasa, orosz színész
- szeptember 3. – Michael Clarke Duncan, amerikai színész
- szeptember 3. – Foky Ottó, magyar animációsfilm-rendező
- szeptember 27. – Herbert Lom, cseh származású brit színész
- szeptember 29. – Hebe Camargo, brazil televíziós műsorvezető, színésznő, énekesnő
- október 1. – Dirk Bach, német színész, műsorvezető és humorista
- október 17. – Sylvia Kristel, holland színésznő
- október 24. – Anita Björk, svéd színésznő
- november 1. – Simor Ottó, Jászai Mari-díjas magyar színművész
- november 6. – Gombos Katalin, magyar színésznő, érdemes művész
- november 7. – Vallai Péter, Jászai Mari-díjas magyar színész
- november 13. – Xantus János, magyar filmrendező
- november 23. – Larry Hagman, amerikai színész (Dallas)
- december 5. – Hollósi Frigyes, magyar színművész
- december 17. – Horváth Sándor, magyar színész
- december 17. – Galán Géza, felvidéki magyar színész